# Ophidion (chi thực vật)
Ophidion là một chi thực vật có hoa trong họ Lan.